# El pou i el pèndol (pel·lícula)
El pou i el pèndol (títol original en anglès: The Pit and the Pendulum) és una pel·lícula fantàstica americana de Roger Corman, estrenada el 1961. És una adaptació de la novel·la homònima d'Edgar Allan Poe. Ha sigut doblada al català.

## Argument[2]
Espanya, segle xvi. Per tal d'aclarir els misteris que envolten la mort de la seva germana Elizabeth, Francis Barnard va al castell on vivia en companyia del seu marit Nicholas.
Nicholas Medina, fill d'un temible inquisidor espanyol, s'enfonsa lentament en la bogeria, persuadit d'haver enterrat viva la seva dona...

## Repartiment
- Vincent Price: Don Nicolas Medina / Sebastian Medina
- John Kerr: Francis Barnard
- Barbara Steele: Elizabeth Barnard Medina
- Luana Anders: Catherine Medina
- Antony Carbone: Dr. Charles Leon
- Patrick Westwood: Maximillian, el majordom
- Lynette Bernay: Maria
- Larry Turner: Nicolas Medina, de nen
- Mary Menzies: Isabella
- Charles Victor: Bartolome

## Al voltant de la pel·lícula
- Durant el rodatge de l'escena de demència, Vincent Price, portat en el deliri del seu paper, va estrènyer tan violentament el coll de Barbara Steele que va estar a punt d'escanyar-la de debò.
- Quan se li preguntava a Vincent Price per què baixava a rodar a petites produccions com ara aquestes, responia irònicament: «M'agrada el ritme constant. Sobre un rodatge més ambiciós, es treballa molt més lentament. De vegades una sola pel·lícula pot reclamar 9 mesos de rodatge. 9 mesos! S'adona? Tant com per fer un nen! »